# رابرت کارتر (بازیکن فوتبال)
رابرت کارتر (انگلیسی: Robert Carter; ۲۹ دسامبر ۱۸۸۰ – ۱۴ مارس ۱۹۲۸) بازیکن فوتبال اهل بریتانیا بود.
از باشگاه‌هایی که در آن بازی کرده‌است می‌توان به باشگاه فوتبال ساوت‌همپتون، باشگاه فوتبال استوک‌پورت کانتی، باشگاه فوتبال پورت ویل، و باشگاه فوتبال فولام اشاره کرد.